# Samuel Train Dutton
Pour les articles homonymes, voir Dutton.
Samuel Train Dutton, né en octobre 1849  à Hillsborough (New Hampshire) et mort le 28 mars 1919 à Atlantic City, New Jersey est un éducateur et professeur universitaire américain, connu pour avoir été le surintendant des écoles du Teachers College de l'université Columbia. Il a été l'un des fondateurs de la New York Peace Society et le trésorier de l'American College for Girls de Constantinople,.

## Biographie
Il est diplômé de l'Université de Yale en 1873 avec un BA et un MA en 1890. En 1912, il obtient un LL. D de l'Université Baylor.
De 1873 à 1878, est surintendant des écoles de South Norwalk, Connecticut. Pendant les quatre années suivantes, il est directeur de l'école Eaton de New Haven avant d'être nommé surintendant en 1882. En 1890, il a déménagé à Brookline, Massachusetts et a été surintendant des écoles pendant dix ans, partant pour le Teachers College, Columbia University en 1900.

## Vie privée
En 1889, Dutton construit une maison au 219 Bishop Street à New Haven, conçue par l'architecte local David R. Brown, . En 1893, à Brookline, il construisit une maison similaire au 29 Colbourne Crescent selon les plans de William F. Goodwin de Boston.
En 1916, il s'installe à Hartsdale, New York .
Il meurt au printemps de 1919 à Atlantic City, dans le New Jersey .